# عملیات جوریست
عملیات جوریست (به انگلیسی: Operation Jurist) به تسخیر دوباره پنانگ توسط امپراتوری بریتانیا به دنبال تسلیم ژاپن در سال ۱۹۴۵ اشاره دارد. جوریست به عنوان بخشی از عملیات زیپ، نقشه جامع نیروهای مسلح بریتانیا برای آزاد سازی مالایا، از جمله سنگاپور راه اندازی شد.
در حالی که یک ناوگان بزرگ کشتی متفقین تحت عملیات تایدریس از طریق تنگه ملاکا به سنگاپور می‌رفت، یک دسته از ناوگان جنگی نیروی دریایی پادشاهی بریتانیا، تحت رهبری معاون-دریاسالار هارولد واکر به سمت جزیره پنانگ حرکت نمود، در روز ۲۸ اوت ۱۹۴۵ به جزیره رسید. پایگاه ژاپن در پنانگ در روز ۲ سپتامبر تسلیم گردید و روز بعد گروهی از کماندوهای سپاه تفنگداران دریایی سلطنتی وارد جزیره شدند، بدین ترتیب پنانگ دوباره تحت سلطه بریتانیا قرار گرفت.
در نتیجه، پنانگ به اولین ایالت در مالایا تبدیل شد که توسط بریتانیا آزاد شد، سنگاپور به‌طور رسمی در روز ۱۲ سپتامبر تسلیم بریتانیا گردید، در حالی که بقیه مناطق مالایا پس از آن، در هفته‌های بعد آزاد شد.

## پس زمینه
در اثنای مراحل پایانی جنگ جهانی دوم، درحالی که آمریکایی‌ها در حال برنامه‌ریزی برای تهاجم گسترده به ژاپن بودند، اتحاد جماهیر شوروی به منچوری حمله کرد. همزمان، فرماندهی جنوب شرق آسیا به رهبری بریتانیا، که از موفقیت خود در باز پس‌گیری برمه از دست ژاپن روحیه بیشتری به دست آورده بود، نقشه‌هایی را برای باز پس‌گیری مالایای تحت اشغال ژاپن، با رمز عملیات زیپ، طراحی کرد.